# De Haandrik
De Haandrik is een buurtschap in de gemeente Hardenberg, in de Nederlandse provincie Overijssel. De Haandrik ligt enkele honderden meters van de Duitse grens, tussen Gramsbergen en Coevorden. De plaats heeft zijn naam gegeven aan het Kanaal Almelo-De Haandrik, dat hier de Overijsselse Vecht kruist en overgaat in het Coevorden-Vechtkanaal. De naam De Haandrik is afgeleid van een huisnaam.

## Stopplaats en brug
Aan de spoorlijn Zwolle - Stadskanaal, die door de NOLS aangelegd was, lag tussen 1905 en 1930 de stopplaats De Haandrik, aan de Coevordense kant van de brug over de Vecht. De huidige spoorbrug werd in 2010 geïnstalleerd nadat de oude ter plaatse gesloopt was. Die brug, daterend uit 1906, was een combibrug die zowel door wegverkeer als door treinen gebruikt kon worden; het was in Nederland een van de laatste met zo'n dubbelfunctie. Qua type was die oude brug een draaibrug, maar die is vastgezet toen de scheepvaart door de Overijsselse Vecht zijn betekenis verloor.

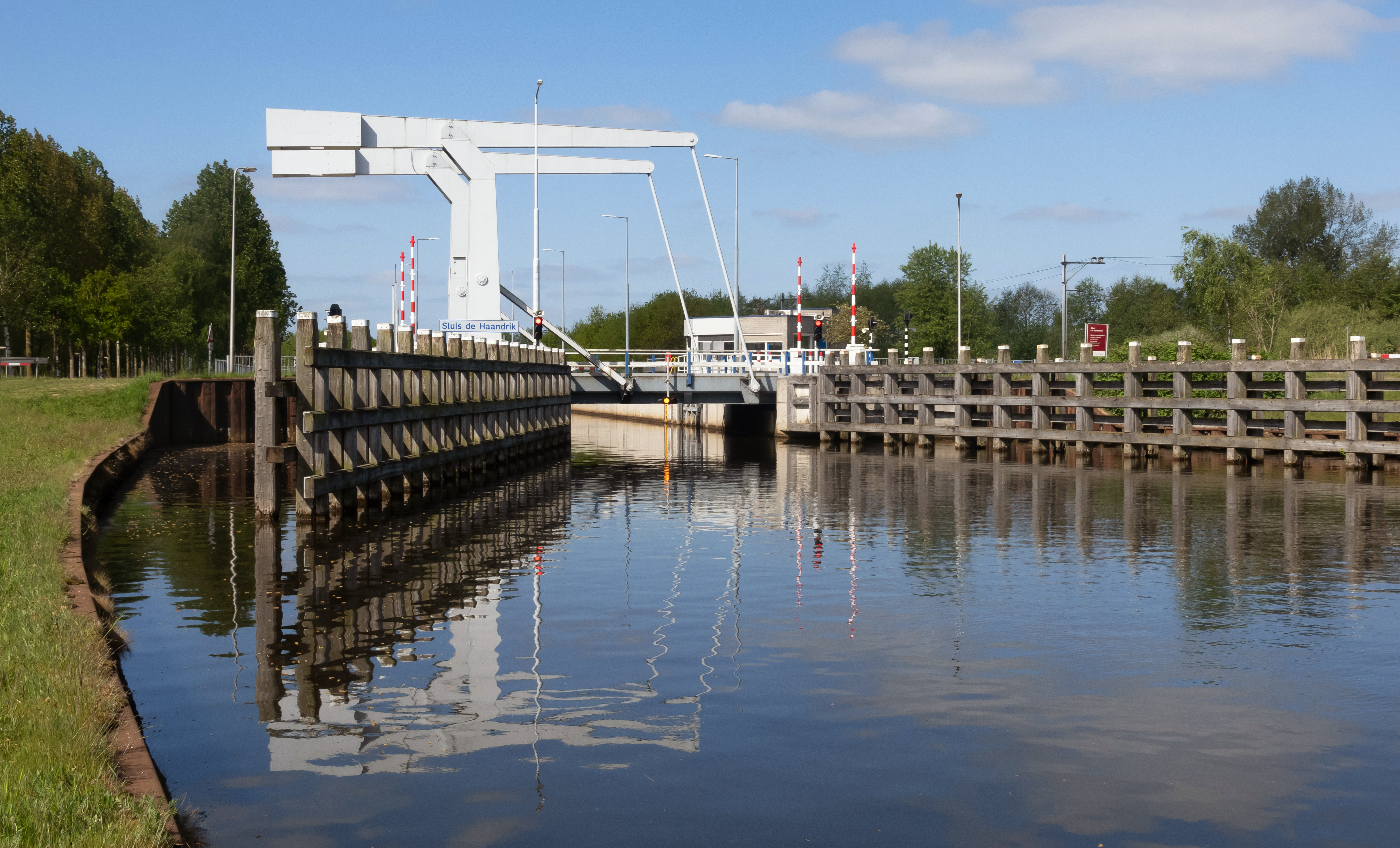
Sluis De Haandrik

Steden: Hardenberg · Gramsbergen      Dorpen: Balkbrug · Bergentheim · Bruchterveld · De Krim · Dedemsvaart · Heemse · Kloosterhaar (deels) · Lutten · Mariënberg · Oud Avereest · Rheeze · Schuinesloot · Sibculo · Slagharen

Buurtschappen: Achterin · Ane · Anerveen · Anevelde · De Belt · Benedenvaart · 't Bergje · Braamberg (deels) · Brucht · Collendoorn · Collendoornerveen · Diffelen · Ebbenbroek · Engeland · Gouden Ploeg · Groot-Oever · De Haandrik · 't Haantje · De Haar · Hanekamp · Hardenbergerveld · Heemserveen · Holtheme · Holthone · Hoogenweg · Den Huizen · Den Kaat · Keiendorp · Loozen · Lutten-Oever · Lutterhartje · De Maat · De Meene · De Mulderij · Noord-Stegeren · Den Oosterhuis · Oud-Bergentheim · Oud-Lutten · De Pol · Radewijk · Rheezerveen · De Schans · Sluis 7 · Sponturfwijk · Strooiendorp · Den Velde · Venebrugge · Den Westerhuis · Westerhuizingerveld (deels) · Witman 

Voormalige gemeenten: Avereest · Gramsbergen · Hardenberg (Stad · Ambt)

Overijssel · Steden en dorpen in Overijssel      Nederland · Provincies · Gemeenten